# Суруга
Суруга (на японски: 駿河湾, Suruga-wan) е залив на Тихия океан, на южния бряг на остров Хоншу. Вдава се на север в сушата на 60 km, а ширината на входа между носовете Омае на запад и Иро на изток е 56 km. На изток е ограничен от полуостров Идзу. Дълбочината му е 32 m, а на входа – над 2000 m. Бреговете му са слабо разчленени, предимно стръмни и планински. Най-големите реки, вливащи се в него, са Ои, Абе и Фуджи. Приливите са неправилни, полуденонощни, с височина до 2 m. Бреговете му са гъсто населени, като най-големите селища и пристанища са градовете Шидзуока, Нумадзу и Фуджи.